# Woord en geest
Woord en geest was een gereformeerd weekblad dat in 1925 was opgericht door Johannes Geelkerken en vooral, maar zeker niet uitsluitend, gelezen werd in kringen van de aan hem verbonden Gereformeerde Kerken in Hersteld Verband.
Het blad becommentarieerde allerlei ontwikkelingen op kerkelijk, maatschappelijk en politiek gebied. De schrijvers werden gevonden in brede kring. Een theoloog als Hendrikus Berkhof schreef in het blad, Klaas Schilder had echter veel kritiek op het gebodene.
In de Tweede Wereldoorlog stelde Woord en geest zich zeer kritisch op tegenover de bezetter. Waarschijnlijk heeft dit ertoe bijgedragen dat het in 1940 wegens papiergebrek moest ophouden te verschijnen.